# Sărmășag
Sărmășag là một xã thuộc hạt Sălaj, România. Dân số thời điểm năm 2002 là 6539 người.